# Краљ Иби
Краљ Иби (фр. Ubu roi) је позоришни комад француског књижевника Алфреда Жарија (1873–1907). Ова пародична драма први пут је изведена 10. децембра 1896. Била је идејни претеча покрета надреализма и дадаизма. Жари се касније све више идентификовао са својим ликом. Пред крај живота се потписивао Иби.
Лик оца Ибија (Père Ubu) настао је 1885. као шала ученика гимназије у Рену који су хтели да исмеју свог професора физике Феликса Ебера (Felix Hébert). Он је за њих оличавао сву гротескност света. Жаријев друг, Шарл Моран написао је кратку луткарску фарсу „Пољаци“ (Les Polonais). Овај, данас изгубљени текст, послужио је као основа за позоришни комад „Краљ Иби“. Премијера комада „Краљ Иби“ 1896. у Паризу била је успешна, али и обележена скандалом. После првог узвика „срање!“ (Merdre!), представа је прекинута на петнаестак минута због нереда у публици. Представа је наредни пут изведена у луткарској форми. Жари је затим направио још два наставка: „Иби рогоња“ (Ubu Cocu) и „оковани Иби“ (Ubu enchaîné). Њихово сценско извођење аутор није доживео.

## Радња
Франсоа Иби (отац Иби, краљ Иби) је у драми официр краља Венцесласа, одликован орденом Црвеног змаја Пољске, бивши краљ Арагона и гроф Сандомјежа. Касније ће постати краљ Пољске и доктор 'патафизике.
Примитивни, кукавички, похлепни и славољубиви отац Иби, на наговор своје жене, мајке Иби, убија честитог краља Венцесласа и његову породицу. Тиме Иби постаје краљ Пољске. У почетку је популаран као владар и обасипа поданике златницима. Међутим, навукао је бес народа када је одлучио да побије све племиће и државне службенике и уведе неразумне порезе. Руски цар Алексеј креће у војну акцију против крвавог деспота Ибија. После пораза, Иби са женом бежи у Француску.
У овој гротескној представи Жари користи шокантно вулгаран језик исмевајући друштвене норме и племство. Са друге стране исмева и конвенционални театар, пародирајући мотиве из Шекспирових комада (Магбет, Хамлет, Ричард III).

## Југословенски филм и представа
„Краљ Иби“ је представа Атељеа 212 из Београда из 1964. године по тексту Алфреда Жарија, у режији Љубомира Муција Драшкића, у којој је главну улогу играо Зоран Радмиловић. Представа је била на репертоару овог позоришта скоро 20 година, до смрти чувеног глумца, а 1973. године снимљена је и за телевизију.
Испред главног улаза у позориште „Атеље 212“ данас се налази споменик Зорану Радмиловићу у костиму Краља Ибија, главног лика из ове представе.

## Улоге
| Глумац                  | Улога                        |
| ----------------------- | ---------------------------- |
| Зоран Радмиловић        | Тата Иби                     |
| Маја Чучковић           | Мама Иби                     |
| Милутин Бутковић        | Бордур                       |
| Татјана Бељакова        | Краљица Розамунда            |
| Никола Милић            | Краљ Венцеслав / Цар Алексеј |
| Петар Краљ              | Жирон                        |
| Боро Стјепановић        | Пил                          |
| Ташко Начић             | Котис                        |
| Зоран Ратковић          | Бугелас                      |
| Божидар Павићевић Лонга |                              |
| Дејан Чавић             |                              |
| Александар Груден       |                              |